# Santa María la Antigua del Darién

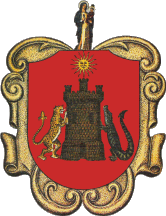
Vapenskölden för Santa María la Antigua del Darién.

Santa María la Antigua del Darién var en av de första städerna på den Amerikanska kontinenten som grundades av spanska conquistadorer eller adelantados. Några källor nämner Santa María la Antigua del Darién eller Cumaná som den första av dessa städer på amerikanska fastlandet. Santa María la Antigua grundades i slutet av 1510 av Martín Fernández de Enciso och Vasco Núñez de Balboa enligt krönikören Bartolomé de Las Casas.
Staden ligger vid Karibiska havet i nuvarande colombianska departementet Chocó.
Santa María la Antigua del Darién övergavs 1524 och anfölls och brändes av de infödda.
Darién-gapet är en oländig region i östligaste Panamá, på gränsen till Colombia i öster, Kuna Yala (San Blas) i norr, Stilla havet i söder, och Panamaaprovinsen i nordväst. Det var också platsen för Dariénplanen, ett kolonisationsförsök av Skottland.